# Franz Bischoff

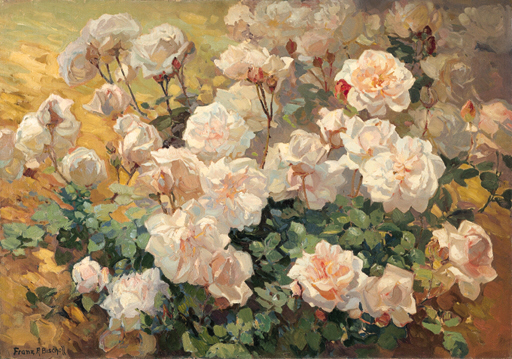
Rosenstillleben (undatiert)

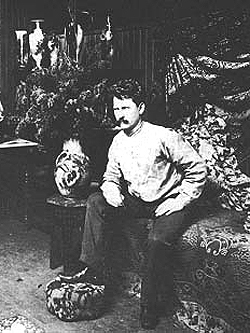
Franz Bischoff, vor 1900

Franz Albert Bischoff (* 14. Januar 1864 in Steinschönau, Österreich-Ungarn; † 5. Februar 1929 in South Pasadena, Kalifornien) war ein US-amerikanischer Künstler. Er bemalte Keramiken und schuf bemerkenswerte Blumenstillleben, die ihm den Ruf des „Königs der Rosenmaler“ einbrachten.

## Leben
Franz Bischoff wurde in Steinschönau (heute Kamenický Šenov, Tschechien) geboren. In Europa erhielt er eine Ausbildung in angewandtem Design, Aquarellmalerei und Keramikdekoration. Als Teenager wanderte er in die Vereinigten Staaten aus und wurde dort eingebürgert. In den USA arbeitete er zunächst in New York, Fostoria (Ohio), Detroit und Dearborn (Michigan). In Detroit und Dearborn erlangte er Erfolg als Porzellanmaler, Lehrer für diese Techniken und Hersteller von Keramikglasuren. Im Jahr 1900 besuchte Franz Bischoff Kalifornien und entschied sich 1906, sich in der Gegend von Los Angeles niederzulassen. Dort ließ er ein großes Haus im italienischen Renaissancestil in Pasadena errichten, das auch als sein Atelier diente. Inspiriert von der kalifornischen Landschaft wandte sich Franz Bischoff von der Keramikmalerei der Staffeleimalerei zu – er malte Bauernhöfe, Dörfer, Fischerhäfen und Küstenlandschaften. Er reiste und malte in Utah, in der Sierra Nevada und an der kalifornischen Küste zwischen Laguna Beach und Monterey.
1912 unternahm Franz Bischoff Reisen nach London, Paris, München, Neapel und Rom. 1924 erhielt er den Huntington-Preis des California Art Club. Franz Bischoff starb am 5. Februar 1929 in Pasadena, Kalifornien. Seine Werke befinden sich im Crocker Art Museum, Laguna Art Museum, in der Sammlung der Gardena High School, im Oakland Museum und in der Terra Museum of American Art in Evanston, Illinois. Vom 21. November 2010 bis zum 20. März 2011 fand im Pasadena Museum of California Art die Ausstellung Gardens and Grandeur: Porcelains and Paintings by Franz A. Bischoff statt.

## Werk

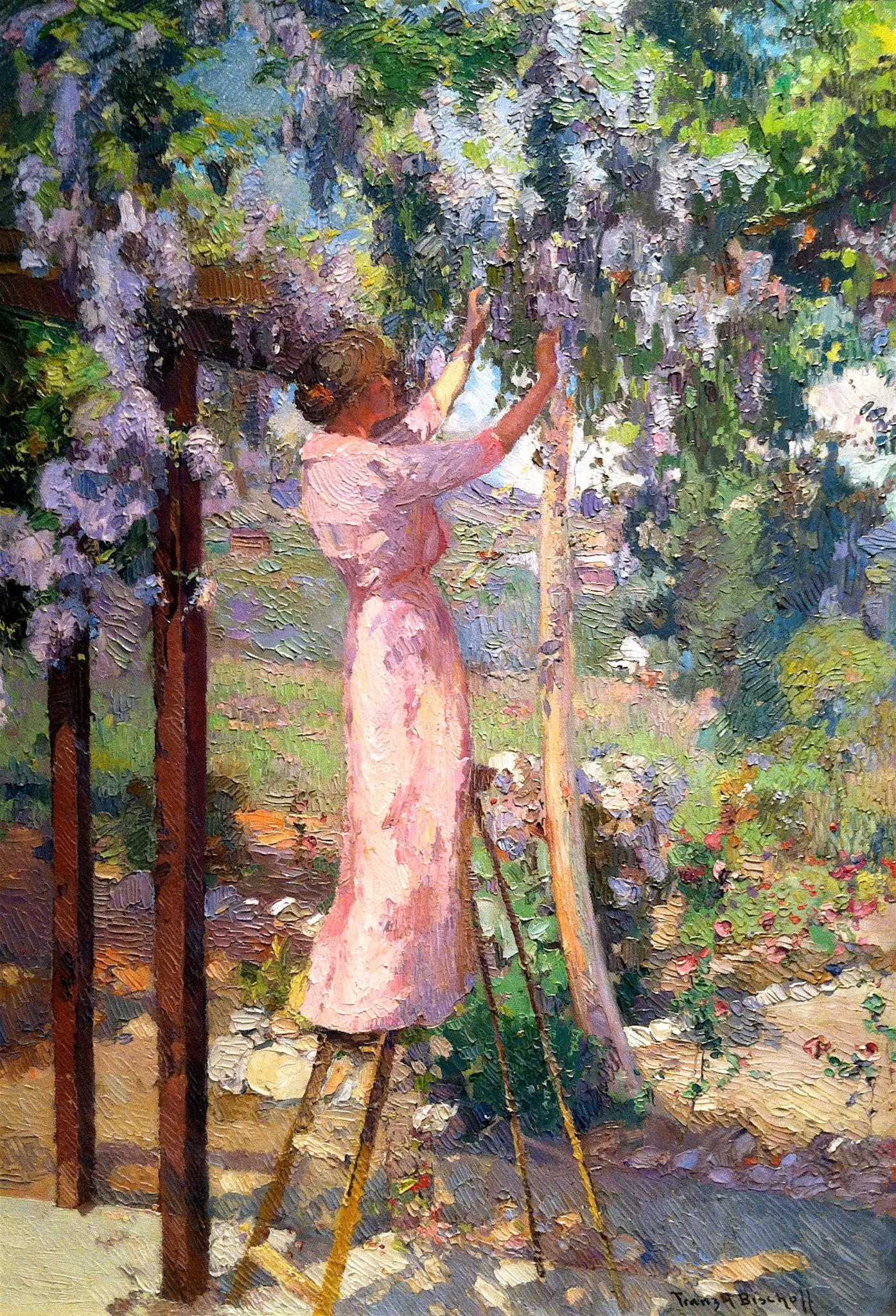
Wisteria (Mrs. Bischoff), um 1916/1920

Inspiriert von der kalifornischen Landschaft versuchte Franz Bischoff, das brillante Licht und die vielfältigen Landschaften der Region einzufangen. Er malte lokale Bauernhöfe, Fischerstege, Küstenlandschaften sowie Szenen aus der Sierra Nevada und den Bergen Utahs, einschließlich des Zion-Nationalparks. Seine Werke zeichnen sich durch den Einsatz lebendiger Farben und eine tiefe Naturverbundenheit aus. Ein Kritiker bemerkte, dass einige seiner späteren Arbeiten expressionistische Züge aufwiesen und seine Farbgebung an den Fauvismus erinnerte.